# 61. Velencei Nemzetközi Filmfesztivál
A 61. Velencei Nemzetközi Filmfesztivál 2004. szeptember 1-től szeptember 11-ig tartott Lido di Veneziában. Nyitófilmje Steven Spielberg Terminál című romantikus vígjátéka, zárófilmje a japán animációs steampunk film, a Gőzfiú volt. A fesztivál új művészeti igazgatója Marco Muller lett. "Az év legnagyszerűbb filmjeit mutatjuk be a velencei filmfesztivál, ezért lesz olyan sok amerikai alkotás. Sok jó európai munka közül válogathattunk, de az amerikai filmek fölött nem lehet csak úgy elsiklani, mert nagyon látványosak." – mondta Muller egy római sajtótájékoztatón. 
A mustrára 1892 filmet neveztek, melyekből csak 71-et mutattak be a fesztivál tíz napja alatt. Ezek közül 21 versenyzett az Arany Oroszlánért, míg a többi munkát különböző szekciókba osztotta a bírálóbizottság. Láthatóak voltak fiataloknak szóló és digitális alkotások, valamint rövidfilmek is. Ez utóbbi, Corto Cortissimo című szekcióban vetítették Schilling Árpád Határon túl című etűdjét. A fesztivál versenyfilmjei közé bekerült Wim Wenders (Land of Plenty), François Ozon (5×2), Todd Solonz (Palindromes) és Mira Nair (Vanity Fair).